# جارود هانكس
جارود هانكس (بالإنجليزية: Jarrod Hanks)‏ هو لاعب جمباز فني أمريكي، ولد في 28 يوليو 1969.